# 八木義徳
八木 義徳（やぎ よしのり、1911年（明治44年）10月21日 - 1999年（平成11年）11月9日）は、日本の小説家。日本芸術院会員。

## 生涯
北海道胆振国室蘭郡室蘭町大字札幌通4丁目（現在の室蘭市中央町1丁目）に、父・田中好治、母・八木セイの次男（庶子）として生まれる。父の好治は山梨県東山梨郡春日居村（現在の笛吹市春日居町）の出身で、東京帝国大学医科大学を卒業し、義徳が出生した時点では町立室蘭病院（現在の市立室蘭総合病院）に務めていた。名医と評判であり、その後独立して室蘭市内に田中病院を開業している。一方、母のセイは青森県東津軽郡油川村（現在の青森市大字油川字大浜）出身で、小樽市の海産物商の養女となるが養家が没落し、室蘭で芸妓となり田中好治と知り合った。戸籍上は人力車業の村松和四郎・タセ夫妻の子として記載され、生まれてすぐに沖仲仕の小頭内海初三郎・ヨネの家に乳飲み子として預けられ、3歳まで育った。婚外子という出生は、義徳のその後の人生に大きく影響した。
1924年（大正13年）4月に北海道庁立室蘭中学校（現在の北海道室蘭栄高等学校）に入学し、剣道部で活躍。剣道部の先輩から教えてもらった倉田百三と有島武郎を読んで文学に目覚める。船員志望だったが近視だったために叶わず、海に関係のある北海道帝国大学附属水産専門部製造科（現在の北海道大学水産学部）に進学して札幌市に住む。同級生と樺太旅行をした際に、新問郡で宿代を払えなくなり、鱒缶詰工場で重労働をさせられたことから左翼思想に影響され、そのことが大学から問題視され、大学から退学が発令される前に自主退学する。上京して夜間のロシア語講習会に通いながら、一時左翼運動に身を投じる。運動仲間が逮捕されたことを受けて満州に逃亡し、ハルビンで自殺未遂をするも救助され、室蘭警察署に留置される。思想検事の取り調べを受け、転向声明を出して釈放される。失意の中でドストエフスキーを再読する。その後、実母セイの戸籍に入り八木姓となる。
1933年（昭和8年）4月に第二早稲田高等学院入学。高等学院時代の1934年（昭和9年）6月、第三次『早稲田文学』復刊に参加する。同年10月、中村八朗、辻亮一、多田裕計らと同人雑誌『黙示』を創刊。1935年（昭和10年）4月に早稲田大学文学部仏蘭西文学専攻に入学し、同級生の長見義三と終生の友となる。1937年（昭和12年）『早稲田文学』に『海豹』を発表し、横光利一に高く評価される。1938年（昭和13年）3月に早稲田大学を卒業、ミヨシ化学工業に入社、同年8月満州理化学工業を設立するため奉天市に駐在する。1943年（昭和18年）退社して東京へ帰り、東亜旅行社（後の日本交通公社、現在のJTB）に入社。1944年（昭和19年）応召を受けて出征し、湖南省長沙から行軍中だったときに「劉広福（リュウカンフー）」で第19回芥川龍之介賞受賞（小尾十三「登攀」と同時受賞）の報せを受ける。
1935年（昭和10年）10月に久保田りよと結婚し1児をもうけていたが、出征中の1945年3月10日、東京大空襲により妻と子は焼死した。義徳は1946年（昭和21年）に復員後、兄・義弘と母のセイが住む神奈川県横浜市鶴見区馬場町に移住する。同年、日本交通公社を退社。1948年（昭和23年）『文藝時代』同人となる。同年7月『個性』に「私のソーニャ」を掲載。1950年（昭和25年）丹羽文雄主宰の『文學者』復刊に参加。
兄の義弘は医師で、鶴見区小野町にあった日本鋼管鶴見病院に勤務していた経験があり、院長との交流により鋼管病院に看護師として勤務する中込正子との知縁が生まれた。中込正子は山梨県中巨摩郡在家塚村（現・南アルプス市在家塚）の出身であった。義弘は中込正子と義徳を引き合わせ、1951年（昭和25年）11月18日に義徳と正子は結婚する。しかし同年、義弘は癌を苦にして自殺した。
1952年（昭和27年）第五次『早稲田文学』編集委員に就任。昭和30年代以降は『高校コース』などにジュニア小説を書いたりもしたがあまり評価には恵まれず、地元北海道に関する作家活動が増えた。1969年（昭和44年）から終生、東京都町田市の町田山崎団地で暮らした。また和田芳恵の紹介により、八幡城太郎主宰の「青芝句会」に参加して俳句を詠んだ。
中年を過ぎて再び中央文壇での評価が高まり、1971年（昭和46年）の『摩周湖』が称賛された他、以後晩年まで繰り返し川端賞の候補となり、短編小説の名手として知られた。1977年（昭和56年）に『風祭』で読売文学賞、1988年（昭和63年）日本芸術院賞恩賜賞、北海道新聞文化賞を受賞。1989年（平成元年）勲三等瑞宝章受章、日本芸術院会員。1990年（平成2年）には初の個人全集である『八木義徳全集』全八巻（福武書店）が刊行され、「私小説の精髄をひたむきに追求し、独自の境地を守りぬいた」として菊池寛賞を受賞。同年、室蘭市名誉市民。最晩年には「新しい歴史教科書をつくる会」賛同者に名を連ねていた。1998年11月9日、起立性低血圧の発作で入院していた町田市の多摩丘陵病院で死去。戒名は景雲院随心義徳居士。

## 著作
- 『母子鎮魂』世界社 1948
- 『美しき晩年のために』大日本雄弁会講談社 1949
- 『私のソーニヤ』文藝春秋新社 1949
- 『野性の舞踏』北辰堂 1955
- 『七つの女の部屋』鱒書房（コバルト新書）1955
- 『女 小説集』河出新書 1956、旺文社文庫 1977
- 『あした鳴る鐘』秋元書房 1960
- 『私は愛する』秋元書房 1961
- 『四国遍路の旅 観光地から山寺まで』秋元書房（トラベル・シリーズ）1962
- 『友あり愛あり』秋元書房 1966
- 『摩周湖』土筆社 1971、『摩周湖・海豹 他5編』旺文社文庫 1975
- 『私の文学』北苑社 1971
- 『風祭』河出書房新社 1976
- 『壊れかかった家』袖珍書林 1976
- 『海明け』河出書房新社 1978
- 『男の居場所』北海道新聞社 1978
- 『北風の言葉』北洋社 1980
- 『劉広福』成瀬書房 1980
- 『一枚の絵』河出書房新社 1981
- 『遠い地平』新潮社 1983
- 『漂雲』河出書房新社 1984
- 『まちがえた誕生日』花曜社 1984
- 『家族のいる風景』福武書店 1985、福武文庫 1988
- 『命三つ』福武書店 1987
- 『夕虹』福武書店 1989
- 『八木義徳全集』全8巻 福武書店 1990 - 川西政明解題
- 『文学の鬼を志望す』福武書店 1991
- 『何年ぶりかの朝 八木義徳自選随筆集』北海道新聞社 1994
- 『文章教室』作品社 1999、中公文庫 2025
- 『われは蝸牛に似て』作品社 2000
- 『私のソーニャ 八木義徳名作選』講談社文芸文庫 2000
- 『遠い地平・劉廣福』小学館 2021 - P+D BOOKS[8]で再刊
- 『風祭』小学館 2022 - 同上